# Royal Australian Air Force
Die Royal Australian Air Force (RAAF) (deutsch Königlich Australische Luftwaffe) ist die Luftstreitmacht der Australian Defence Force.

## Geschichte

### Erster Weltkrieg
Als Vorläufer der RAAF wurde am 22. Oktober 1912 das Australian Flying Corps gegründet. Während des Ersten Weltkrieges war es zur Unterstützung der britischen Truppen im Irak, Ägypten und Palästina sowie an der Westfront mit vier Staffeln im Einsatz. Nach dem Ende des Krieges entstand aus dem Australian Flying Corps die Royal Australian Air Force.

### Zweiter Weltkrieg

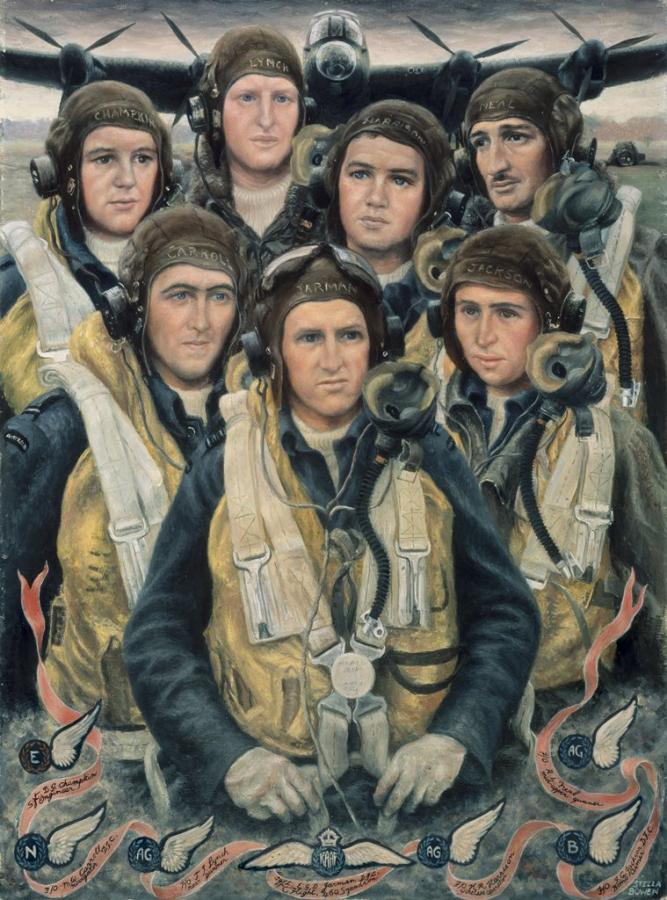
Stella Bowen: Bomber Crew, 1944. Australian War Memorial, Canberra

Zu Beginn des Zweiten Weltkrieges beteiligte sich Australien am Empire Air Training Scheme. Dieses sah eine gemeinsame Ausbildung von Piloten aus allen Teilen des Britischen Empire vor, um in kurzer Zeit viele Piloten für den Kampf gegen die Achsenmächte auszubilden. Insgesamt kamen während des Krieges 19 australische Geschwader unter britischem Kommando zum Einsatz. Die meisten Einheiten wurden auf den Britischen Inseln stationiert, jedoch gab es auch Einsätze im Mittelmeerraum und Nordafrika. Einige australische Besatzungen wurden auch an Bord von Bombern der Royal Air Force eingesetzt.
Am 19. Februar 1942 griffen japanische Bomber die australische Stadt Darwin an. Die australische Regierung sah nun erstmals ihr eigenes Territorium bedroht und begann, Verbände der Luftstreitkräfte aus Europa abzuziehen. Aus Mangel an eigenen Flugzeugen wurden zusätzlich britische und US-amerikanische Kampfflugzeuge importiert. Hierbei bewährte sich besonders die Bristol Beaufighter, die den japanischen Maschinen deutlich überlegen war. Ende 1942 begann die Produktion des ersten komplett in Australien entwickelten Kampfflugzeuges, der CA-12 Boomerang. Die RAAF war ab 1943 wesentlich an der Rückeroberung besetzter Gebiete im Pazifik beteiligt.
Sie flog auch mehrere Bombenangriffe auf Japan mit in den USA produzierten B-24-Bombern. Knapp 100 australische Bomber waren zwischen dem 25. Februar und 9. März 1945 an den schweren Luftangriffen auf Tokio beteiligt. Der Angriff vom 9. März (in Japan: 10. März) 1945 gilt mit über 100.000 Toten innerhalb weniger Stunden als der opferreichste konventionelle Bombenangriff der Menschheitsgeschichte, die Zahl der Opfer überstieg die der Atombombenabwürfe auf Hiroshima und Nagasaki.
Insgesamt waren etwa 20.000 Piloten der RAAF während des Krieges im Einsatz. Die RAAF umfasste zu diesem Zeitpunkt 219.600 Personen, von denen 11.061 im Krieg ums Leben kamen.
Während der Berlin-Blockade 1948/49 führte eine Einheit die aus Teilen der No. 36 Squadron und der No. 38 Squadron zusammengesetzt wurde insgesamt 2062 Transportflüge von Lübeck-Blankensee nach Berlin-Gatow durch.

### Korea- und Vietnamkrieg
Während des Koreakrieges (1950–1953) erhielt die RAAF ihre ersten Strahlflugzeuge vom Typ Gloster Meteor. Zusätzlich setzte sie Transportflugzeuge zur Versorgung der UN-Truppen ein. Die RAAF kam auch im Vietnamkrieg zum Einsatz, dabei erstmals mit Hubschraubern (Bell UH-1). Mit der English Electric Canberra wurden zudem bis 1972 Bombenangriffe auf den Vietcong geflogen.

### 1980er und folgende Jahre
In den folgenden Jahrzehnten konzentrierte sich die RAAF auf die logistische Luftunterstützung bei militärischen Interventionen und Friedenseinsätzen der Vereinten Nationen, wobei die Transporthubschrauber 1989 außer Dienst gestellt und ein Teil an die australischen Heeresflieger zum Weiterbetrieb abgegeben wurde. Besondere Beachtung erfuhr 1999 die Friedensmission in Osttimor (INTERFET), die unter australischem Kommando stattfand. Während des Irakkrieges 2003 wurden zum ersten Mal seit dem Vietnamkrieg wieder australische Kampfflugzeuge eingesetzt. F/A-18 flogen gemeinsam mit britischen Tornados mehrere Bombenangriffe auf Ziele im Zentrum des Irak. Auch waren australische Kampfflugzeuge an der Überwachung des Luftraums beteiligt. Kritisiert wurde, dass von offizieller Seite keine Angaben über die Einsätze gemacht wurden.
Die RAAF nimmt seit Oktober 2014 mit bis zu acht F/A-18 an den Luftangriffen gegen den Islamischen Staat in Irak teil.

## Organisation
Air Force Headquarters
- Air Command
  - Air Combat Group
    - No. 78 Wing
      - No. 76 Squadron
      - No. 79 Squadron
      - No. 278 Squadron

    - No. 81 Wing
      - No. 75 Squadron
      - No. 77 Squadron
      - No. 3 Squadron
      - No. 2 OCU
      - 81 Combined Works

    - No. 82 Wing
      - No. 1 Squadron
      - No. 4 Squadron
      - No. 6 Squadron

  - Air Mobility Group
    - No. 84 Wing
      - No. 35 Squadron
      - No. 37 Squadron
      - Air Mobility Training and Development Unit (AMTDU)

    - No. 86 Wing
      - No. 33 Squadron
      - No. 34 Squadron
      - No. 36 Squadron
      - Air Mobility Control Centre (AMCC)

  - Air Force Training Group
    - Air Training Wing
      - No. 1 Flying Training School
      - No. 2 Flying Training School
      - No. 32 Squadron
      - ADF Basic Flying Training School
      - Central Flying School
      - Combat Survival Training School
      - School of Air Traffic Control
      - RAAF Museum

    - Ground Training Wing
      - Defence Explosive Ordnance Training School
      - RAAF School of Administration and Logistics Training
      - RAAF Security and Fire School
      - RAAF School of Technical Training

    - RAAF College
      - No. 1 Recruit Training Unit
      - Air Force Band
      - Officers’ Training School
      - School of Post Graduate Studies

  - Air Warfare Centre
    - Test and Evaluation Directorate
      - Aircraft Research and Development Unit
      - Aeronautical Information Service
      - Air Warfare Engineering Squadron
      - Aircraft Stores Compatibility Engineering Squadron
      - Institute of Aviation Medicine

    - Information Warfare Directorate
      - Air Force Intelligence Project
      - Distributed Ground Station - Australia Flight
      - Distributed Ground Station - Australia Project
      - Joint Electronic Warfare Operational Support Unit
      - Aeronautical Information Service
      - No. 87 Squadron
      - No. 460 Squadron
      - No. 462 Squadron

    - Air Force Rangers Directorate
      - Woomera Test Range

    - Tactics and Training Directorate
      - Air Warfare School

  - Combat Support Group
    - 95 Wing
      - No. 1 Combat Communications Squadron
      - No. 3 Security Forces Squadron
      - No. 2 Security Forces Squadron
      - No. 1 Security Forces Squadron
      - No. 65 Squadron
      - No. 381 Squadron
      - No. 383 Squadron
      - No. 382 Squadron
      - No. 295 Squadron

    - 96 Wing
      - No. 13 Squadron
      - No. 17 Squadron
      - No. 19 Squadron
      - No. 20 Squadron
      - No. 21 Squadron
      - No. 22 Squadron
      - No. 23 Squadron
      - No. 24 Squadron
      - No. 25 Squadron
      - No. 26 Squadron
      - No. 27 Squadron
      - No. 30 Squadron

    - Health Services Wing
      - No. 1 Expeditionary Health Squadron
      - No. 2 Expeditionary Health Squadron
      - No. 3 Aero-Medical Evacuation Squadron
      - Health Operational Conversion Unit

  - Surveillance and Response Group
    - No. 41 Wing
      - No. 3 CRU
      - No. 1 RSU
      - No. 114 MCRU
      - SACTU

    - No. 42 Wing
      - No. 2 Squadron

    - No. 44 Wing
      - No. 453 Squadron
      - No. 452 Squadron

    - No. 92 Wing
      - No. 10 Squadron
      - No. 11 Squadron
      - No. 292 Squadron
      - No. 5 Flight

## Ausrüstung
Die Royal Australian Air Force betreibt 293 Flugzeuge und folgende Waffensysteme (Stand Ende 2021).

### Flugzeuge
| Flugzeug                          | Foto           | Herkunft               | Verwendung                | Version        | Aktiv          | Bestellt       | Anmerkungen |
| Kampfflugzeuge                    | Kampfflugzeuge | Kampfflugzeuge         | Kampfflugzeuge            | Kampfflugzeuge | Kampfflugzeuge | Kampfflugzeuge | Kampfflugzeuge |
| --------------------------------- | -------------- | ---------------------- | ------------------------- | -------------- | -------------- | -------------- | --- |
| Boeing F/A-18 Super Hornet        |                | Vereinigte Staaten     | Mehrzweckkampfflugzeug    | F/A-18F        | 24             |                | |
| Lockheed Martin F-35 Lightning II |                | Vereinigte Staaten     | Mehrzweckkampfflugzeug    | F-35A          | 48             | 24             | Australien hat insgesamt 72 F-35 als Ersatz für die F/A-18 bestellt, die bis ins Jahr 2023 ausgeliefert werden sollen. |
| Flugzeuge für Spezialmissionen    |                |                        |                           |                |                |                | |
| Boeing EA-18 Growler              |                | Vereinigte Staaten     | EloKa-Kampfflugzeug       | E/A-18G        | 12             |                | |
| Boeing 737 AEW&C                  |                | Vereinigte Staaten     | AWACS                     | B737AEW&C      | 6              |                | |
| Gulfstream G550                   |                | Vereinigte Staaten     | Aufklärungsflugzeug       | G550           |                | 1              | |
| Lockheed P-3 Orion                |                | Vereinigte Staaten     | Seefernaufklärer          | AP-3C          | 2              |                | Wird durch die P-8 Poseidon ersetzt                                                                                    |
| Boeing P-8 Poseidon               |                | Vereinigte Staaten     | Seefernaufklärer          |                | 12             | 2              | |
| Tankflugzeuge                     |                |                        |                           |                |                |                | |
| Airbus A330 MRTT                  |                | Europäische Union      | Tankflugzeug              | KC-30A         | 7              |                | [ 8 ] |
| Transportflugzeuge                |                |                        |                           |                |                |                | |
| Boeing C-17 Globemaster III       |                | Vereinigte Staaten     | Strategischer Transporter | C-17A          | 8              |                | |
| Lockheed Martin C-130 Hercules    |                | Vereinigte Staaten     | Militärischer Transporter | C-130J-30      | 12             |                | Austausch und Erweiterung der Flotte auf 20 Exemplare ab 2027                                                          |
| Alenia C-27J                      |                | Europäische Union      | Militärischer Transporter | C-27J          | 10             |                | |
| Beechcraft King Air               |                | Vereinigte Staaten     | Verbindungsflugzeug       | King Air 350   | 8              |                | |
| Geschäftsreiseflugzeuge           |                |                        |                           |                |                |                | |
| Boeing 737                        |                | Vereinigte Staaten     | Geschäftsreiseflugzeug    | B-737BBJ       | 2              |                | |
| Dassault Falcon 7X                |                | Frankreich             | Geschäftsreiseflugzeug    |                | 3              |                | |
| Schulflugzeuge                    |                |                        |                           |                |                |                | |
| BAE Hawk                          |                | Vereinigtes Königreich | Schulflugzeug             | Hawk 127       | 33             |                | |
| Beechcraft King Air               |                | Vereinigte Staaten     | Navigationstrainer        | King Air 350   | 4              |                | |
| Pilatus PC-21                     |                | Schweiz                | Schulflugzeug             |                | 46             |                | |

### Waffensysteme
Luft-Luft-Raketen:
- AIM-9X Sidewinder II ()
- AIM-120B/C-5/C-7 AMRAAM ()
- AIM-132 ASRAAM ()

Luft-Boden-Raketen:
- AGM-88B/E HARM ()

Seezielflugkörper:
- AGM-84A Harpoon ()

Marschflugkörper:
- AGM-158A JASSM ()

Bomben:
- Paveway II/IV ()
- JDAM ()
- AGM-154 C JSOW ()

## Luftstützpunkte
Die Royal Australian Air Force betreibt Stützpunkte in ganz Australien. Air-Force-Angehörige arbeiten in vielen weiteren Militärstützpunkten und Büros. Die Militärflugplätze sind Heimat der den jeweiligen „Groups“ unterstehenden „Wings“, die sich teilweise auf mehrere Plätze verteilen. Ihnen unterstehen jeweils eine oder mehrere „Squadrons“ als fliegende oder nicht fliegende Einheiten. Im Folgenden sind nur die wichtigsten Flugstaffeln aufgelistet.
- RAAF Base Darwin, Northern Territory, keine ständig stationierten fliegenden Verbände der RAAF
- RAAF Base Tindal, Katherine, Northern Territory, vorgeschobene Operationsbasis von Kampfflugzeugen der No. 75 Squadron
- RAAF Base Townsville, Queensland, vorgeschobene Operationsbasis von Transportflugzeugen der No. 38 Squadron (King Air)
- RAAF Base Amberley, Brisbane, Queensland, Haupteinsatzbasis der strategischen Tanker und Transporter der No. 33 und No. 36 Squadron sowie Kampfflugzeugen der No. 1 und No. 6 Squadron (A330/KC-30, C-17, F/A-18F, EA-18G)
- RAAF Base Williamtown, Newcastle, New South Wales, Haupteinsatz- und Trainingsplatz für die Kampfflugzeuge der No. 3, No. 76 und No. 77 Squadron der No. 2 Operational Conversion Unit (Hawk, F-35A) sowie der Frühwarnflugzeuge der No. 2  Squadron (E-7)
- RAAF Base Glenbrook, Blue Mountains, New South Wales, beherbergt das Air Command
- RAAF Base Richmond, Sydney, New South Wales, Einsatzbasis taktischer Transporter der No. 37 Squadron (C-130)
- RAAF Base Wagga, Wagga Wagga, New South Wales, keine ständig stationierten fliegenden Verbände der RAAF
- RAAF Base East Sale, Gippsland, Victoria, Schulungszentrum mit unter anderem der No. 32 Squadron (King Air)
- RAAF Base Williams, Point Cook and Laverton (zwei Flugplätze), Melbourne, Victoria, keine ständig stationierten fliegenden Verbände
- RAAF Base Edinburgh, Adelaide, South Australia, Haupteinsatzbasis der Seefernaufklärer (P-8A, geplant MQ-4C)
- RAAF Base Pearce, Perth, Western Australia, Trainingsstützpunkt mit der 2. Flying Training School und der No. 79 Squadron (PC-9, Hawk). Die RSAF nutzt den Platz ebenfalls.

Es gibt im Norden des Landes drei sogenannte bare bases, Pisten mit Basiseinrichtungen, welche die australische Luftwaffe im Ernstfall kurzfristig aktivieren kann:
- RAAF Base Scherger, Weipa, Queensland
- RAAF Base Learmonth, Exmouth, Western Australia
- RAAF Base Curtin, Derby, Western Australia

Ein kleines RAAF-Kontingent ist im malaysischen Butterworth auf der RMAF Base Butterworth der Malaysischen Luftstreitkräfte stationiert. Das Basistraining aller zukünftigen Piloten der Australian Defence Forces findet (noch bis Ende 2019) in der Basic Flying Training School auf der ehemaligen RAAF Base Tamworth statt und erfolgt auf der CT/4B Airtrainer von Pacific Aerospace durch BAE Systems. Anschließend übernimmt Lockheed Martin diese Aufgabe in East Sale. Die 34. Squadron nutzt das Defence Establishment Fairbairn in Canberra.

## Dienstgrade und Dienstgradabzeichen

### Offiziere
| Dienstgradgruppe        | Generale          | Generale        | Generale         | Stabsoffiziere | Stabsoffiziere | Stabsoffiziere | Stabsoffiziere  | Subalternoffiziere | Subalternoffiziere | Subalternoffiziere | Subalternoffiziere |
| ----------------------- | ----------------- | --------------- | ---------------- | -------------- | -------------- | -------------- | --------------- | ------------------ | ------------------ | ------------------ | ------------------ |
| Abzeichen               |                   |                 |                  |                |                |                |                 |                    |                    |                    |                    |
| Dienstgrad              | Air Chief Marshal | Air Marshal     | Air Vice Marshal | Air Commodore  | Group Captain  | Wing Commander | Squadron Leader | Flight Lieutenant  | Flying Officer     | Pilot Officer      |                    |
| Dienstgrad (Bundeswehr) | General           | Generalleutnant | Generalmajor     | Brigadegeneral | Oberst         | Oberstleutnant | Major           | Hauptmann          | Oberleutnant       | Leutnant           |                    |
| NATO-Rangcode           | OF-9              | OF-8            | OF-7             | OF-6           | OF-5           | OF-4           | OF-3            | OF-2               | OF-1               | OF-1               |                    |

### Unteroffiziere und Mannschaften
| Dienstgradgruppe        | Warrant Officer                  | Warrant Officer    | Unteroffiziere  | Unteroffiziere           | Unteroffiziere                    | Mannschaften                               | Mannschaften               |
| ----------------------- | -------------------------------- | ------------------ | --------------- | ------------------------ | --------------------------------- | ------------------------------------------ | -------------------------- |
| Abzeichen               |                                  |                    |                 |                          |                                   |                                            |                            |
| Dienstgrad              | Warrant Officer of the Air Force | Warrant Officer    | Flight Sergeant | Sergeant                 | Corporal                          | Leading Aircraftman/ Leading Aircraftwoman | Aircraftman/ Aircraftwoman |
| Dienstgrad (Bundeswehr) | Oberstabsfeldwebel               | Oberstabsfeldwebel | Stabsfeldwebel  | Oberfeldwebel/ Feldwebel | Stabsunteroffizier/ Unteroffizier | Hauptgefreiter/ Obergefreiter              | Gefreiter                  |
| NATO-Rangcode           | OR-9                             | OR-9               | OR-8            | OR-6                     | OR-5                              | OR-3                                       | OR-2                       |